# 嫌われる勇気
『嫌われる勇気 自己啓発の源流「アドラー」の教え』（きらわれるゆうき じこけいはつのげんりゅう アドラーのおしえ）は、岸見一郎と古賀史健の共著による、アルフレッド・アドラーの「アドラー心理学」を解説した書籍。2013年12月13日にダイヤモンド社より出版された。
2015年に舞台化され、2017年には同書を原案としたテレビドラマがフジテレビ系で放送された。

## 概要
アルフレッド・アドラーの「アドラー心理学」を哲学者（哲人）と若者の会話を通して、分かりやすく解説をしている。
2014年にビジネス書ランキングの年間2位、2015年には1位を獲得した。
また、2015年には韓国でも年間ベストセラー1位となった。
2019年にてらそままさきと金野潤の朗読によりAudibleにてオーディオブック化。同サービスの「2020年オーディオブックランキング」で1位になる。
アメリカでは、オーディオ版がヒットしている。
2025年春、世界累計1350万部を突破した。

## 舞台
『嫌われる勇気』（きらわれるゆうき）のタイトルで、2015年9月から10月に赤坂RED/THEATERで上演された。演出・脚本は和田憲明。
書籍に登場する青年は女性に書き換えられている。

### キャスト（舞台）
- 哲学教授 - 利重剛
- 木戸陽子 - 黒澤はるか
- 下村沙織 - 愛加あゆ

## テレビドラマ
『嫌われる勇気』（きらわれるゆうき）のタイトルで、本書を原案に刑事ドラマにアレンジして2017年1月12日から3月16日まで毎週木曜22時 - 22時54分にフジテレビ系の木曜劇場枠で放送された。主演は香里奈。
2017年2月、日本アドラー心理学会は「ドラマのアドラー心理学理解は日本及び世界のアドラー心理学における一般的な理解とはかなり異なっている」として、放送中止か大幅な脚本の見直しを求めるフジテレビへの抗議文を、日本アドラー心理学会のサイトに掲載した。

### キャスト（テレビドラマ）
庵堂 蘭子（あんどう らんこ）〈32〉
演 - 香里奈（14歳当時：桜田ひより）
警視庁捜査一課8係所属の刑事。帝都大学文学部心理学科卒。階級は警部補。本庁の捜査一課ではナンバーワンの検挙率である。彼氏無しの独身で丁寧な口調で話す。相棒は青山。一匹狼で滅多に笑顔を見せない不愛想な性格。その上、捜査会議に出ず捜査員の推理を「（その推理） 明確に否定します」の言葉とともに一蹴し自分の意見を貫くアドラー心理学で提唱される特徴をそのまま具現化したような人物。また、携帯電話を所持しているが基本的に捜査中に持ち歩く事はなく、実質彼女がどこにいるのかを探る為の鍵が青山である。青山には「先輩」呼ばわりをせず、それ以外で自分の事を呼ぶように命令する。少女時代は明るく屈託のない笑顔で良く笑う少女だった。だがそんなある1999年、14歳の時誘拐され1週間後に救助されたが、その直後に一家離散、更に学校に登校すると自分の机に花瓶を置かれる嫌がらせにあった。だが、彼女は元々教室にあった花瓶にその置かれた花を活け直す等、精神的に乗り越えた結果、今のような性格になる。事件の鍵となる証拠を発見した時、いつも一つ括りにしている髪を解く癖がある。さらに、「見つけた」と口にする。上記にもある通りかなり人間関係を築くのが非常に困難な個性を持つ性格であるが、アドラー心理学の知識を用いて犯人やその周りの人々に意見を言う等、変わり者ながら正義感の強い女性である。
青山 年雄（あおやま としお）〈28〉
演 - 加藤シゲアキ（NEWS）
警視庁捜査一課8係所属の新人刑事。庵堂の相棒。幼少期から刑事志望であり、社交的で積極的にコミュニケーションを取る性格。その反面人に嫌われたくない思いが非常に強く、自分とは正反対の性格である庵堂に手を焼くが、足繁く通う帝都大学の教授、大文字の勧めでアドラー心理学の特徴を彼女から学び始める。また怖いものが非常に苦手で、暗闇の中で唐突に物が落ちて来た時は悲鳴をあげ庵堂の腕にしがみ付いた事がある等、男性としては頼りない一面が存在する。
歴史好きである他、 柔道は3段の腕前で、自信を持っており、庵堂に申し合いを挑んだが、何度も投げ飛ばされる。更に挑もうとしたが庵堂に「時間の無駄です」と拒否されてしまった。
連続殺人事件が発生し、庵堂が単独行動を取る中、独自に捜査を行い、犯人を逮捕した。その際、前述の庵堂の言葉を彼女に代わって口にした。しかしその直後土方に刺されてしまうが、一命を取り留める。そこで彼の趣味である歴史から、上杉謙信の本にある上杉暗号が事件のメッセージの解読に繋がるヒントとなった。
大文字 哲人（だいもんじ てつと）〈52〉
演 - 椎名桔平
帝都大学文学部心理学科教授で警視庁に事件のプロファイリング像を提供する特別コンサルタント。専門は犯罪心理学だがその他心理学の知識も持つ。落ち着いた物腰で話すが、心理学の知識で人の心の闇等も知り尽くした結果、世の中をネガティブに捉えるペシミストになった。度々訪れる青山には庵堂の行動をアドラー心理学の知識になぞらえて考えるよう諭す。
半田 陽介（はんだ ようすけ）〈55〉
演 - 升毅
警視庁捜査一課8係係長。庵堂の超が付く程の単独行動に悩む一方、三宅の情報収集能力を高く買っており、彼を信頼する。現場主義で物分かりが良い。
前述のようにしていたのは、後述の通り三宅がキャリアだったからである。
小宮山 正明（こみやま まさあき）〈42〉
演 - 戸次重幸
警視庁捜査一課8係所属の刑事。相棒は浦部。一見落ち着いた性格に見えるが中身は出世ばかりを考えていて浦部に闘争心を燃やしながら嫌味を吐く、陰湿で強かな男性。
浦部 義孝（うらべ よしたか）〈38〉
演 - 丸山智己
警視庁捜査一課8係所属の刑事。相棒は小宮山。かつて庵堂とバディを組んでいたが、散々振り回された為、彼女と新しい相棒の青山を「青年」呼ばわりしてまとめて毛嫌いし、青山には雑用を押し付ける横柄な性格。また8係1番の武闘派ではあるが、彼のパンチは必ず梶にかわされている。自称FBI仕込みのプロファイリングで推理を披露するが、尽く庵堂に前述のように言われ否定される。上記の様な性格ではあるが、DVを受けている女性に対し暴力をふるう旦那を非難する等、決して悪い人物ではない。
8係の部屋が犯人によって占拠され、さらに小宮山が大文字の元へ行ったため、再び庵堂と組んだ。
三宅 隆俊（みやけ たかとし）〈26〉
演 - 桜田通
警視庁捜査一課8係所属刑事。インターネットオタクでパソコンでの情報収集に非常に長けている。常に無表情ではあるがその中に秘められた情熱や信念を捜査にぶつける。報告は半田と誰かの会話に割り込みして話す。
実は自身の父親共々キャリアであった。蘭子の捜査には陰ながら協力する。
相馬 めい子（そうま めいこ）〈28〉
演 - 相楽樹
帝都大学医学部法医学講座の助教で監察医の若い女性。プライドが高い性格だが青山と親しい。どこかセクシーな雰囲気があり、遺体が殺害された時の状況を誘惑交じりに青山やその他男性刑事に説明する。事件に関する自身の見立てを「妄想ですか?」などと決めつけられるなど庵堂の振る舞いにイライラしており、彼女の弱みを握るべく大文字に接近するが、逆に自身の劣等感を指摘される。
自身の関係者（元彼）が被害者として司法解剖に回されてきた時は他の解剖医に依頼したが、手掛りを得るため、鑑識に証拠の再鑑定をプロとして依頼するなど、精神的に強いところを見せた。その際、庵堂に借りができ、犯人を説得するためのコロッケパンを買いに行かされた。
梶 準之助（かじ じゅんのすけ）〈45〉
演 - 正名僕蔵
鑑識課主任鑑識官。妻子持ち。誰もが庵堂を嫌う中、彼女の思考や言動、推理に注目し、「さすが庵堂蘭子」と口癖を言う。庵堂が前述の発言をすると「出た」と叫ぶ。また、鑑識課の人間でありながら浦部が殴り掛かってくるのをかわす等、余程高い身体能力の持ち主である事がうかがえる。その代わり、村上のイジリで妻が浮気すると引っ掛けられた時には滅法弱い。
18年前、庵堂を誘拐した張本人であり、共犯者である土方を殺害した。また、その事件と同時期に妻を亡くしていた。
元々神奈川県警の鑑識員であり、庵堂の父が指揮した冤罪事件に関わっていた。
村上 由稀菜（むらかみ ゆきな）〈22〉
演 - 岡崎紗絵
鑑識課鑑識係。若いながら、並外れた勘と嗅覚を持ち事件の重要な証拠を発見すべく日々奮闘している。庵堂を尊敬する一方、梶をイジる日々を過ごす。
連続殺人事件の捜査において、青山に死人の指紋を凶器に付着させる方法について助言し、解決への足掛かりを作った。
間雁 道子（まかり みちこ）〈20〉
演 - 飯豊まりえ
帝都大学文学部心理学科所属の大文字の助手。しっかり者。庵堂の聞き込み先に同行する場面がある。
土方 登志郎（ひじかた としろう）〈36〉
演 - 寿大聡
帝都大学文学部心理学科准教授。天然な性格で歴史が好きな青山と趣味が合う。大文字の指示で来客にお茶を汲む事もある。
その本性は快楽殺人者で 前述の誘拐事件の犯人の一人である他、青山を刺した張本人。共犯者を殺害したが、自身も何者かに銃撃された。
庵堂 悠真（あんどう ゆうま）〈第6話 - 最終話〉
演 - 堀井新太
蘭子の弟。蘭子が誘拐、救出された後一家離散して母親と一緒に暮らしていた為最近まで姉に会えずにいた。再会時お互いに抱擁していた事から、青山に彼氏と間違われ一方的に嫉妬される。父親を捜しており、姉の捜査に協力する。

### ゲスト

#### 第1話
天野 真紀〈43〉
演 - 南野陽子
ファッション雑誌「美venus」モデルであり、コンブ茶会スクール主催。
植村 彩子
演 - 石田ひかり
コンブ茶会スクール参加者のセレブ主婦。
坪内 翔平
演 - 坂田聡
天野真紀をストーキングして逮捕された男性。
鈴村 美里
演 - 青山倫子
コンブ茶会スクール参加者の主婦。茶会を苦手に感じていた。
赤塚 留美
演 - 藤本恭子
殺害された1人目のファッション雑誌「美venus」モデル。
丹羽 優香
演 - 中井理恵
殺害された2人目のファッション雑誌「美venus」モデル。
少女
演 - 本間菜穂
ケーキ屋さんで最後の1個のショートケーキを母にねだる女の子。

#### 第2話
稲葉 聡〈52〉
演 - 池内万作
ロペル文具広報部執行役員。
大村 絵実華〈28〉
演 - 大後寿々花
ロペル文具商品開発部所属の社員。ヘビースモーカー。
竹内 順平〈28〉
演 - 笠原秀幸
ロペル文具広報部社員。
前島 成美〈享年27〉
演 - 中村瑠璃亜
1年前に手首を果物ナイフで切って自殺した社員の女性。
市川 尚道〈42〉
演 - 神農直隆
ロペル文具商品開発部執行役員。高層ビルから転落死した。
光川 美希
演 - 藤本泉
ロペル文具社員。庵堂らに前島が自殺した部屋を「呪いがかけられている」と呼ぶ噂がある事を教える。

#### 第3話
仁科 恵〈17〉
演 - 高月彩良
沙織の教え子で、遺体の第一発見者の女子高生。学力は学年トップクラスの秀才であり、庵堂と対立する。
仁科 美子
演 - 霧島れいか
恵の母親。学歴コンプレックスを持っている。
吉野 沙織
演 - 上野なつひ
名門女子高の数学教師。被害者。
三島 玲子
演 - 久保陽香
名門女子高の元英語教師。
相良 裕子
演 - 森高愛
西田 美由紀
演 - 加村真美
北崎 絵梨子
演 - 花影香音
市川 葵
演 - 飯村未侑
上記4名は恵の同級生。

#### 第4話
狸穴 さゆり
演 - 前田亜季
勝利の娘で前衛芸術家。
狸穴 治子
演 - 朝加真由美
勝利の妻。
狸穴 寿也
演 - 水橋研二
勝利の息子。
武藤 秀一郎
演 - 平野貴大
勝利の秘書。
狸穴 勝利
演 - 山田明郷
元大臣。心不全で死去。
藤澤  功
演 - 大村波彦
国会議員。
吉川 有美
演 - 小松彩夏
狸穴家の家政婦。
米村 正蔵
演 - 柴田明良
勝利のかかりつけ医。

#### 第5話
霧島 塔子
演 - 内山理名
フラワーデザイナー。美沙とは幼馴染だが、直也をめぐり犬猿の仲になっている。
山岸 美沙
演 - 中島亜梨沙
直也の妻。幼い時の事故で足に障害が残る。
山岸 直也
演 - 六角慎司
帝都大学准教授で、美沙の夫。被害者。

#### 第6話
繁田 諒
演 - 渋江譲二
相馬の元彼。被害者。
木本 遥
演 - 知花くらら
繁田が働くスポーツジムに通う専業主婦。
田村 真歩
演 ‐ 大谷みつほ
OL。繁田が働くスポーツジムの元会員。
西村嘉之
演 ‐ 澤村大輔
早坂絵美
演 ‐ 葛堂里奈
木本 正晴
演 - 河相我聞
遥の夫。弁護士。

#### 第7話
佐藤 太郎
演 ‐ 板尾創路
青山に助けを求める男性。
森下 裕翔
演 ‐ 松尾英太郎
坂本 和夫
演 ‐ 西沢仁太
尾崎 透
演 ‐ 加藤翔

#### 第8話
松田純一〈32〉

医療機器メーカーの営業社員。被害者。
鈴木将也〈享年15〉
演 - 阿久津秀寿
1986年生まれ。15歳だった15年前に亡くなっているが、新しい金属バットに彼の指紋が付着している。
鈴木夏輝
演 - 高杉真宙
将也の弟。悠真とは幼い頃に兄の不良グループに混じって良く遊んだ仲。兄を亡くして家族が精神的に病んでからは一人で父の工場を継ぎ働いている。
鈴木俊江
演 - 片岡礼子
将也、夏輝の母。庵堂の事情聴取に答える。
佐野祐介

将也の殺害に追い込んだ後、15年服役した人物。

#### 第9話
庵堂 道則（ - 10話）
演 ‐ 勝村政信
蘭子、悠真の父親。元神奈川県警察所属の警察官。1999年、娘が誘拐された際救助した。一家離散後も娘と一緒に暮らしていたが、ある日書き置きを残して失踪し、行方不明だった。その後、捜査で土方と近藤によって殺害された事が判明する。
自分が刑事部長として指揮した事件が冤罪となり、その事件の凶器となる刃物を自宅の庭に埋めているところを娘に発見された。
近藤 隆雅（ - 10話）
演 ‐ 久保田悠来
青山が刺された時とほぼ同じ時刻に発見された刺殺体の会社員。
前述の誘拐事件の犯人の一人。土方に殺された。
婦人警官
演 ‐ 大塚愛
警視庁総務部所属の婦人警官。捜査資料を持っている蘭子と出合い頭に衝突する。

### スタッフ（テレビドラマ）
- 原案：岸見一郎・古賀史健『嫌われる勇気 自己啓発の源流「アドラー」の教え』
- 企画：渡辺恒也、橋爪駿輝
- 脚本：徳永友一、大石哲也、ひかわかよ
- 音楽：得田真裕
- オープニングテーマ：NEWS「EMMA」（ジャニーズ・エンタテイメント）[23]
- 主題歌：大塚愛「私」（avex trax）[24]
- VFX：岡野正広、熱田健太郎
- 技斗：二家本辰己、所博昭
- 警察監修：古谷謙一
- 技術協力：アップサイド
- ポスプロ：東映デジタルセンター
- 美術協力：東京美工、高津装飾美術、松下美術背景、大泉美術
- ラインプロデューサー：大塚泰之
- プロデューサー：目黒正之、井元隆佑
- 演出：池澤辰也、及川拓郎、星野和成
- 制作：フジテレビ、東映

### 放送日程
| 話数                                                                        | 放送日  | サブタイトル               | ラテ欄                                                   | 脚本       | 演出     | 視聴率 |
| --------------------------------------------------------------------------- | ------- | -------------------------- | -------------------------------------------------------- | ---------- | -------- | ------ |
| 第1話                                                                       | 1月12日 |                            | 最強アドラー女子が始動! 勇気の心理学で殺人事件の謎を解け | 徳永友一   | 池澤辰也 | 8.1%   |
| 第2話                                                                       | 1月19日 |                            | 呪われた部屋の謎! ブラック企業狂想曲!                    | 徳永友一   | 池澤辰也 | 6.4%   |
| 第3話                                                                       | 1月26日 |                            | 競争に殺された教師! 女対女緊迫の頭脳戦                   | 大石哲也   | 及川拓郎 | 6.6%   |
| 第4話                                                                       | 2月02日 |                            | 容疑者は一族全員! 承認欲求を否定せよ!                    | ひかわかよ | 及川拓郎 | 7.2%   |
| 第5話                                                                       | 2月09日 |                            | 美しき計画殺人! 血塗られたバレンタイン                   | 徳永友一   | 星野和成 | 6.1%   |
| 第6話                                                                       | 2月16日 | 対人関係の基礎は「信頼」   | 被害者は元カレ!? 遺体が語る四年前の約束                  | ひかわかよ | 星野和成 | 6.2%   |
| 第7話                                                                       | 2月23日 | より大きな共同体の声を聴け | 仲間を救え! 刻む死の秒読み 爆弾魔VS蘭子                  | 大石哲也   | 及川拓郎 | 6.5%   |
| 第8話                                                                       | 3月02日 |                            | 死者からの復讐!? 連続殺人犯からの招待状                  | 徳永友一   | 及川拓郎 | 6.2%   |
| 第9話                                                                       | 3月09日 |                            | 黒幕は誰だ! 真実が引き裂く孤独なバディ                   | 徳永友一   | 池澤辰也 | 5.9%   |
| 最終話                                                                      | 3月16日 |                            | 8係最後の事件! 真犯人はそこにいる!!                      | 徳永友一   | 池澤辰也 | 5.7%   |
| 平均視聴率 6.5%（視聴率はビデオリサーチ調べ、関東地区・世帯・リアルタイム） |         |                            |                                                          |            |          |        |

| フジテレビ系 木曜劇場                              | フジテレビ系 木曜劇場                    | フジテレビ系 木曜劇場                                 |
| 前番組                                             | 番組名                                   | 次番組                                                |
| -------------------------------------------------- | ---------------------------------------- | ----------------------------------------------------- |
| Chef〜三ツ星の給食〜 （2016年10月13日 - 12月15日） | 嫌われる勇気 （2017年1月12日 - 3月16日） | 人は見た目が100パーセント （2017年4月13日 - 6月15日） |

### スピンオフドラマ
『道子とキライちゃんの相談室』（みちことキライちゃんのそうだんしつ）のタイトルで、2017年1月12日（1月11日の深夜）から全3話の予定で放送されている。飯豊まりえが演じる間雁道子が、ドラマ『嫌われる勇気』をPRしながら、大文字教授の研究室の訪問客の悩みをアドラー心理学に基づいて解決していく。
- キャスト
  - 間雁 道子 - 飯豊まりえ
  - キライちゃん - 栗原類（声の出演）[28]
- 放送日程
  - 第1話：2017年1月12日（1月11日の深夜）2時5分 - 2時35分
  - 第2話：2017年2月16日（2月15日の深夜）3時 - 3時30分
  - 第3話：2017年2月23日（2月22日の深夜）3時 - 3時30分